# Список дипломатических миссий Монако

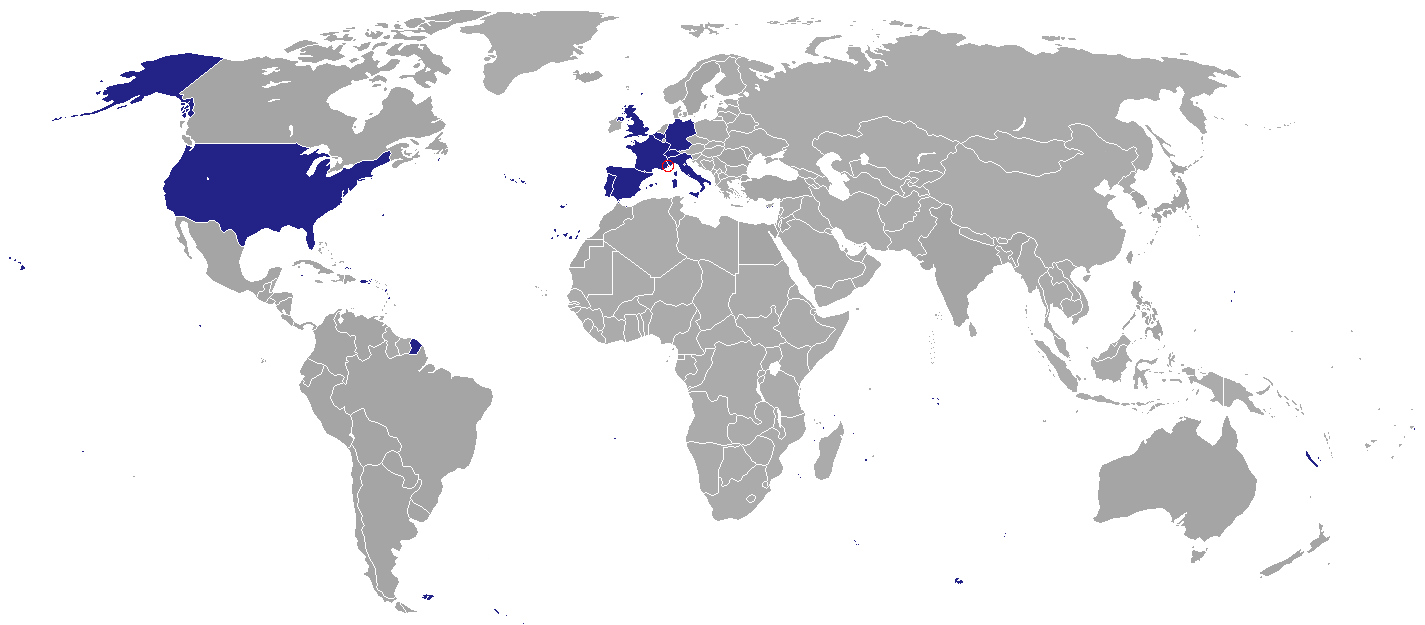
Карта дипломатических миссий Монако.

Ниже представлен список дипломатических представительств Монако. Княжество Монако, несмотря на свои малые размеры, является полноправным членом ООН и имеет собственные посольства на всех пяти континентах, включая 113 консульств в 62 странах (не представлены ниже). Кроме того, княжество имеет двух «нерезидентных» послов, то есть занимающих посты в Монако, которые аккредитованы в Австралии, Китае, Индии, Японии и Португалии.

## Европа
- Бельгия: Брюссель (Посольство)
- Франция: Париж (Посольство)
- Германия: Берлин (Посольство)
- Ватикан: Ватикан (Посольство)
- Италия: Рим (Посольство)
- Испания: Мадрид (Посольство)
- Швейцария: Берн (Посольство)

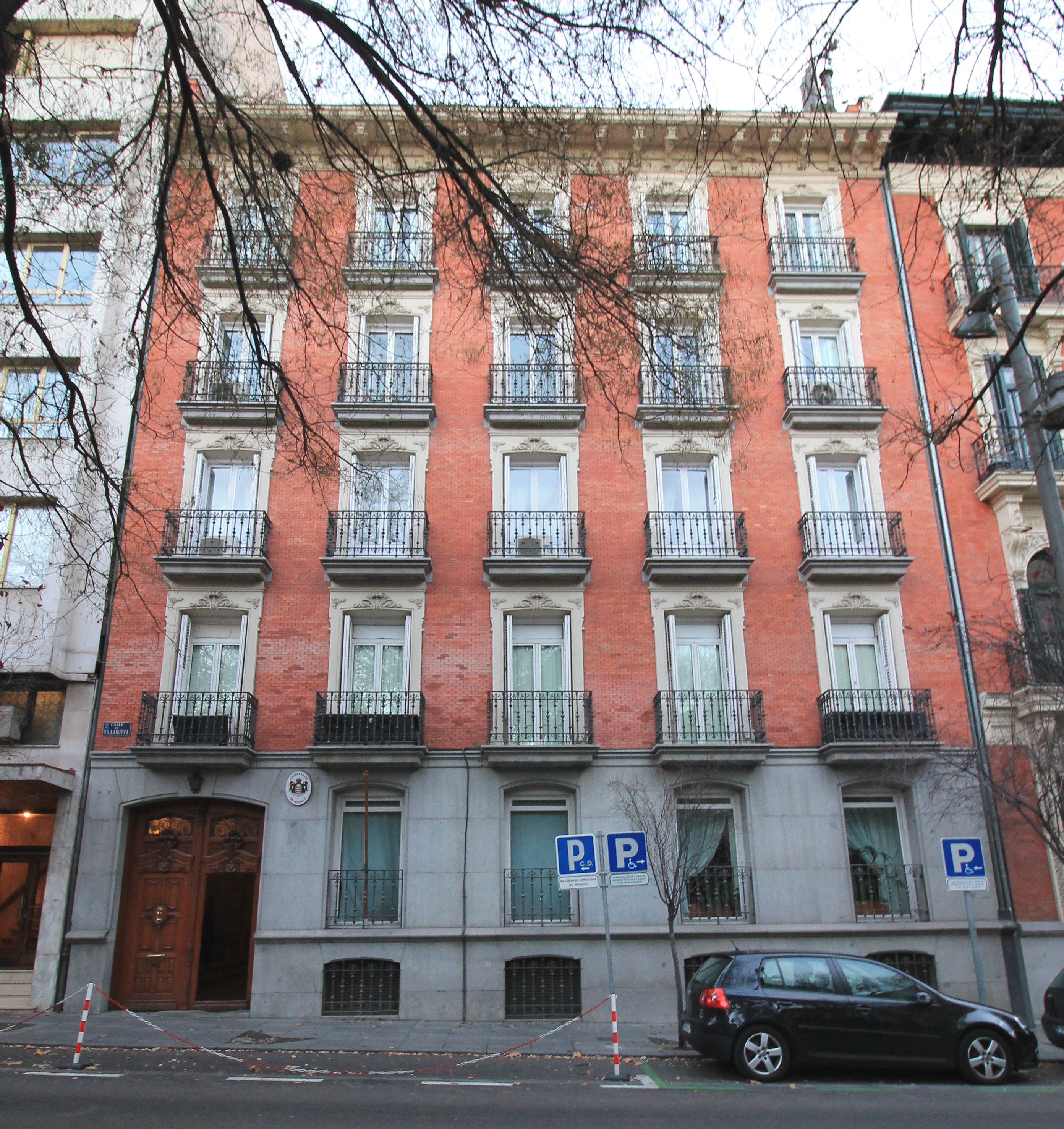
Посольство Монако в Мадриде

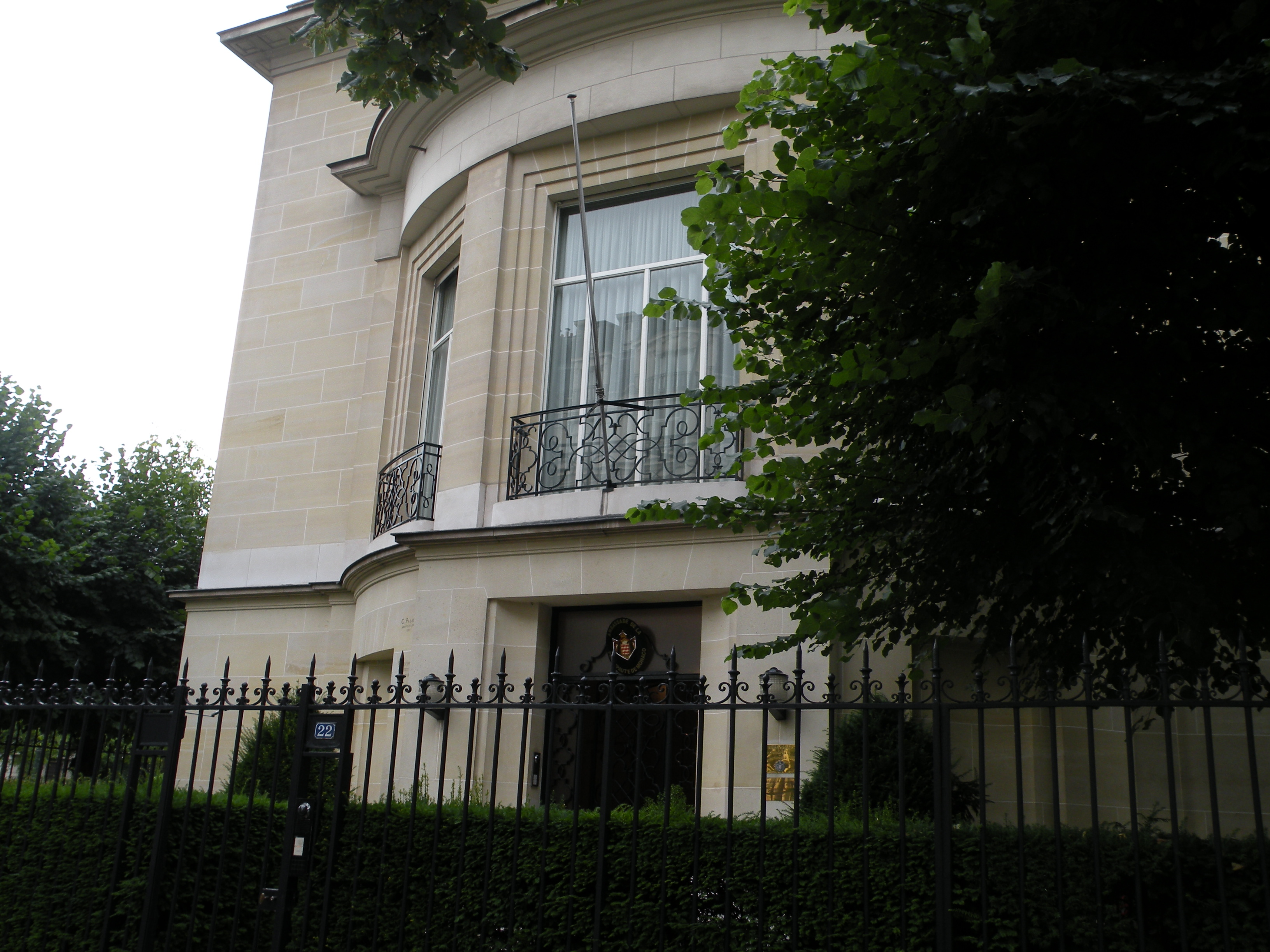
Посольство Монако в Париже

- Соединённое Королевство: Лондон (Генеральное консульство)

## Северная Америка

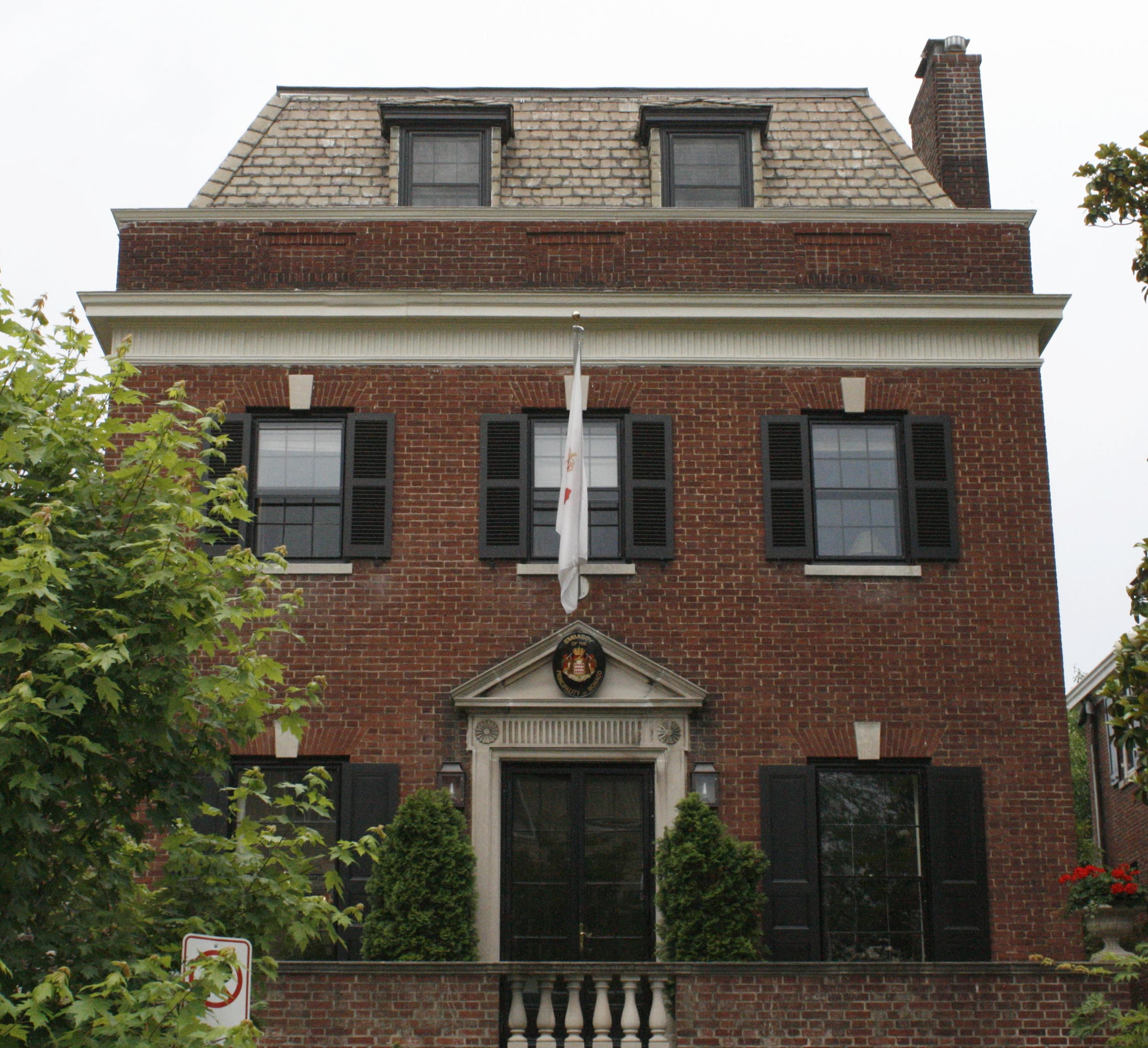
Посольство Монако в Вашингтоне

- США: Вашингтон (Посольство), Нью-Йорк (Генеральное консульство)

## Международные организации
- Брюссель (постоянное представительство Евросоюза)
- Нью-Йорк (постоянное представительство ООН)
- Париж (постоянные представительства UNESCO и Франкофонии)
- Вена (постоянные представительства ООН и ОБСЕ)